# Čechy: Rok v mokřadech
Čechy: Rok v mokřadech (Bohemia – A Year in the Wetlands) je rakouský dokumentární film. Zabývá se mokřady na Šumavě v České republice a sleduje nejrůznější živočichy, jako jsou volavky, čápi, kormoráni velcí, orli mořští atd. Premiéru měl film v roce 2009 a v Česku byl vysílán poprvé na Viasat Nature.